# Хоторн Вудс (Илиноис)
Хоторн Вудс (енгл. Hawthorn Woods) град је у америчкој савезној држави Илиноис.

## Демографија
По попису из 2010. године број становника је 7.663, што је 1.661 (27,7%) становника више него 2000. године.
| Група             | 2000.         | 2010.         |
| Белци             | 5.592 (93,2%) | 6.630 (86,5%) |
| Афроамериканци    | 42 (0,7%)     | 107 (1,4%)    |
| Азијати           | 186 (3,1%)    | 510 (6,7%)    |
| Хиспаноамериканци | 124 (2,1%)    | 288 (3,8%)    |
| Укупно            | 6.002         | 7.663         |